# Chuck Brown
Chuck Brown (22. srpna 1936 Gaston, Severní Karolína, USA – 16. května 2012 Baltimore, Maryland, USA) byl americký funkový kytarista, zpěvák, hudební producent a skladatel. Je považován za otce žánru go-go. Mezi jeho největší hity patří například „I Need Some Money“ nebo „Ashley's Roachclip“.